# Indiáni

Současné rozložení původních obyvatel Ameriky

Indiáni (či původní obyvatelé amerického kontinentu, příslušníci prvních národů) je označení pro předkolumbovská domorodá etnika a národy Severní, Střední a Jižní Ameriky (vyjma Eskymáků a Aleuťanů) a jejich potomky. Označení „Indiáni“ nebo „Eskymáci“ nejsou přesné termíny; jsou to koloniální označení, které sami domorodí obyvatelé často nepřijímají a od jejich používání je tak upouštěno.
Ačkoliv některé kmeny původních obyvatel Amerik tradičně byly společenstvími lovců a sběračů – a řada jich, zejména v Amazonii, je dodnes – ostatní rozvinuly akvakultury nebo zemědělství. Tato společenství vyvinula mnoho přístupů ke kultivaci plodin typických pro americký kontinent. V určitých oblastech některá etnika vybudovala monumentální stavby a organizované městské státy nebo říše. Mezi nejvýznačnějšími lze jmenovat Aztéky, Inky nebo Maye, kteří až do 16. století patřili mezi politicky a společensky nejrozvinutější národy na světě. Dokázali využívat své značné vědomosti v inženýrství, architektuře, matematice, astronomii, psaní, fyzice, lékařství, pěstování a zavlažování, geologii, těžbě, sochařství a zlatotepectví.
Významné populace původních obyvatel dnes lze stále najít ve vybraných zemích Amerik, jsou jimi zejména: Belize, Bolívie, Kanada, Chile, Ekvádor, Grónsko, Guatemala, Mexiko, Panama, Paraguay, Peru a USA. Zmapováno je přes tisíc jazyků původních obyvatel Amerik (mezi nimi například: kečuánština, lakotština, ajmarština, guaranština, mayské jazyky nebo Nahuatl, u kterých se mluvčí počítají na miliony). Některé skupiny si rovněž dodnes zachovaly část původních tradic, zejména v náboženství, organizaci společnosti nebo při obživě. Jako všechny kultury se ovšem v průběhu století mísily s ostatními, přesto některé národy stále žijí v relativní izolaci od západní kultury, některé skupiny jsou dokonce stále považovány za zcela izolované a zatím nekontaktované.

## Pojmenování

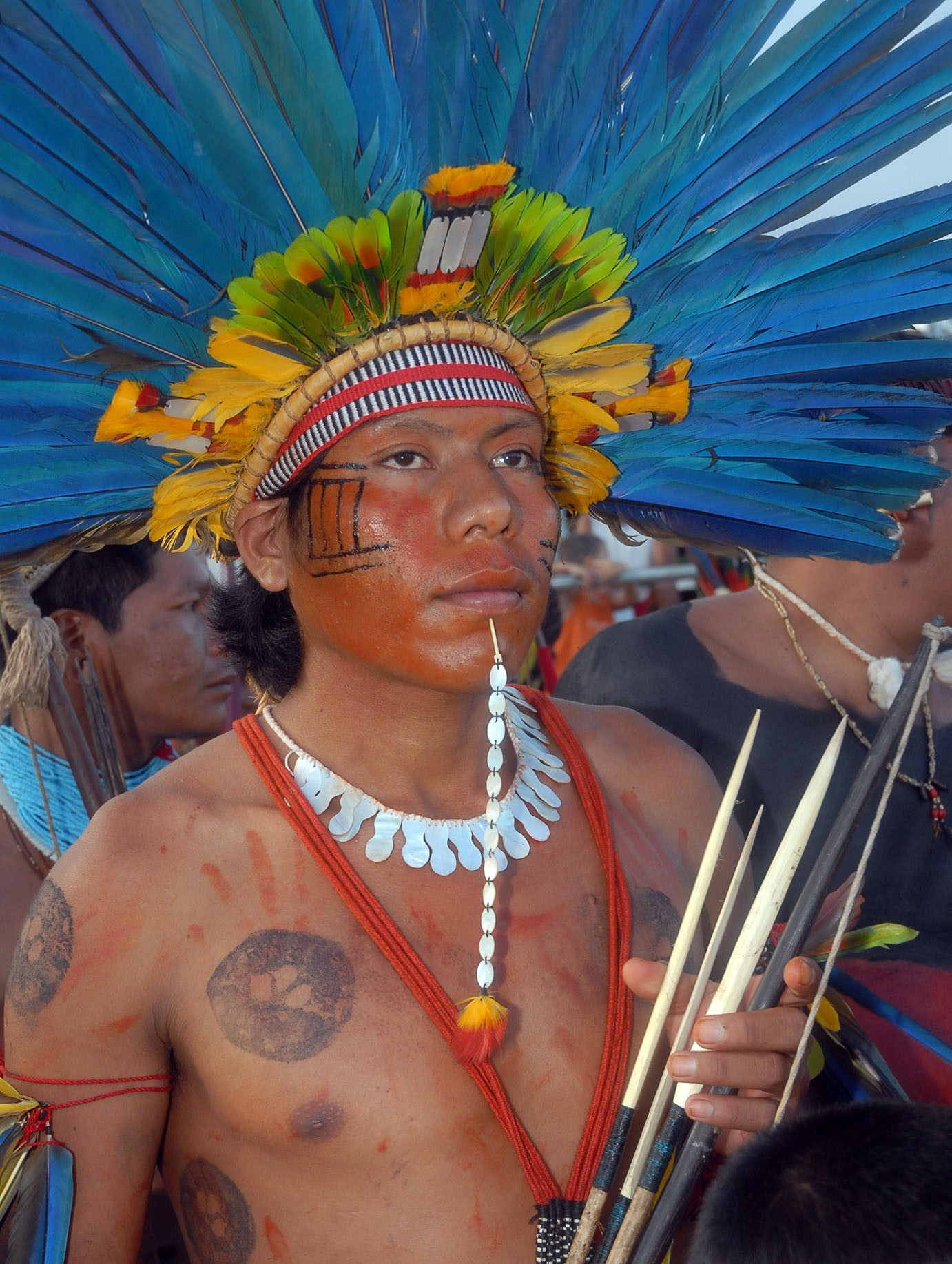
Indiáni z kmene Bororo
v Brazílii

Původní obyvatelé USA jsou označováni jako Američtí indiáni (lépe jako původní Američané – v angličtině Native Americans); specifickou skupinou jsou původní obyvatelé Aljašky. Označení indián jako první použil Kryštof Kolumbus v domnění, že se plavbou na západ přes Atlantik dostal k východnímu břehu Indie nebo přesněji k indonéským ostrovům. Označení indián pro původní obyvatele Ameriky je natolik vžité, že se běžně užívá v češtině i v dalších jazycích, ačkoli může být zavádějící. Například v angličtině slovo Indian znamená jak amerického indiána, tak Inda, proto se pro původní obyvatele Ameriky používá často označení American Indians nebo zkráceně Amerindians, případně Native Americans (Původní Američané). Starší označení rudoch (anglicky redskin), by se pro svůj pejorativní kontext používat nemělo. Ačkoli bývá spojováno s barvou pleti indiánů, která má u většiny kmenů bronzový až červenohnědý odstín, jeho motivací zřejmě bylo spíš oblíbené červené malování obličeje i celého těla okrem (Severní Amerika) nebo barvivem z oreláníku (Amazonie, Karibská oblast, Mexiko).
Mezi původní obyvatele Amerik někdy jsou (a jindy ne) řazeni také obyvatelé arktických oblastí, zejména Aleuti nebo Inuité, kteří do Ameriky dorazili později a mají více příbuzného genomu s původními obyvateli ruského Dálného východu.
Označení původní obyvatelé Kanady zahrnuje První národy, Inuity a Métise. Ti se stále identifikují s původními obyvateli. Naopak za novou a svébytnou skupinu se například chápou mesticové, kteří žijí ve většině zemí bývalé Hispanoameriky.
Pojem Amerikanoindián není příliš používán.

## Historie

### První osídlení

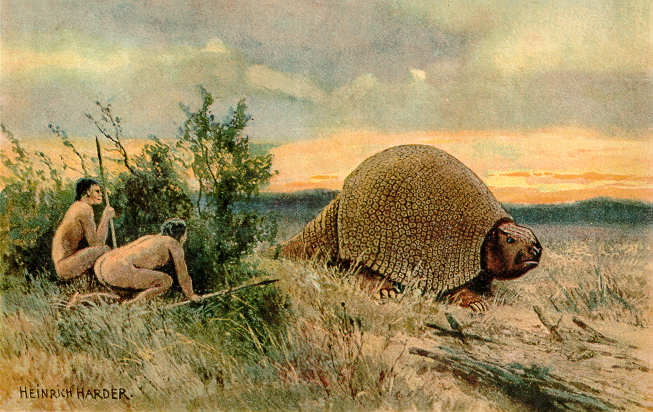
Paleoindiáni loví Glyptodonta – obraz od Heinricha Hardera (1858–1935), z roku 1920

Podrobnosti o příchodu Paleoindiánů do Amerik jsou stále předmětem výzkumů. Obecně se má za to, že Severní a Jižní Amerika byly poslední osídlené kontinenty světa. Během poslední doby ledové (Wisconsin) (před 50 000 až 17 000 lety) pokles hladiny oceánů umožnil lidem přejít Beringův průliv přes tzv. Beringovu šíji, která spojovala Sibiř s Aljaškou. Nicméně kvůli nemožnosti přejít přes ledovce byli tito noví osídlenci Ameriky uvězněni po tisíciletí v oblasti Aljašky. Původní obyvatelé Amerik tak mají tyto jedny společné předky. Zhruba před 16 500 lety začal ledovec tát a lidé se tak začali přesouvat východně a jižně do dnešní Kanady. Věří se, že tito lidé se vydali na cestu, když pronásledovali stáda dnes vyhynulých zvířat z Pleistocénu. Používali koridory mezi tajícími obřími ledovci. Jednou z nich byla také cesta v regionu Pacific Northwest. O době osídlení se stále diskutuje. Shoda panuje nad tvrzením, že rozmach osídlení Amerik lze datovat do období před 16 000 až 13 000 lety. Nejstarší potvrzené archeologické nálezy pocházejí z období před 13 500 lety, důvodem ale také je, že řada oblastí, kde dříve mohli lidé žít, je dnes hluboko pod hladinou moří. Nové objevy z roku 2020 ovšem mohou stáří pobytu člověka ve Střední Americe až zdvojnásobit. V tomto roce totiž archeologové nalezli v jeskyni Chiquihuite v hornaté oblasti severního Mexika nástroje, jejichž stáří odhadli na 30 000 let. To by prokazovalo, že lidé pronikli na jih ještě před maximálním rozpětím ledovce během doby ledové a nikoliv až při jeho tání, jak se dosud myslelo.

### Předkolumbovská doba
Předkolumbovská doba označuje rozsáhlé dějinné období od mladého paleolitu po kolonizaci Amerik Evropany v 16. století. Ačkoliv se u konce etapy technicky jedná o léta 1492 až 1504, ve kterých do Amerik cestoval Kryštof Kolumbus, v praxi jde spíše o různou dobu, kdy Evropané zásadně zasáhli do životů jednotlivých původních etnik a národů.
Jako první lze zmínit významnou civilizaci Norte Chico, která se řadí mezi prvních šest významných civilizací světa a byla ve stejné době stejně technologicky rozvinutá jako starověký Egypt. Mnoho dalších říší Amerik později dosáhlo značného rozvoje inženýrství, zemědělství, astronomie, organizace společnosti nebo obchodu. Zejména lze jmenovat říše v Mezoamerice: Olmékové, Toltékové, Teotihuacán, Aztékové nebo Mayové; a v Andách: Incká říše nebo močická kultura.
Řada civilizací vymizela ještě před příchodem Evropanů a zprávy o jejich existenci se dochovaly jen v orální historii a z archeologických výzkumů. Pár civilizací, jako například Mayové, Olmekové, Mixtekové, Aztékové a Nahuaové, měly vlastní psaný jazyk a tím vlastní historické záznamy. Nicméně tehdejší evropští kolonizátoři ve snaze vymýtit pohanství spálili či jinak zničili řadu předkolumbijských textů. Pouze malé množství textů se podařilo uchovat až do dnešních dnů.
Podle původních záznamů obyvatel Amerik i evropských kolonialistů byla řada tamních civilizací na značném technologickém stupni vývoje. Například město Tenochtitlán (část dnešního Ciudad de México) v Aztécké říši bylo s cca 200 000 obyvateli jedním z největších měst své doby. Celá říše měla kolem pěti milionů obyvatel. Tenochtitlán tak měl stejně obyvatel jako Paříž, v 16. století největší město Evropy. Pro porovnání města Londýn, Madrid nebo Řím měla v té době 50 000 obyvatel. Celá Anglie měla tři miliony obyvatel. Tyto údaje svědčí o značných znalostech zemědělství a správy státního útvaru, které jsou nutné pro zachování takto početné populace. Další úspěchy zaznamenaly v matematice a astronomii, kdy se vybrané civilizace pyšnily například velmi přesnými kalendáři.

### Evropská kolonizace

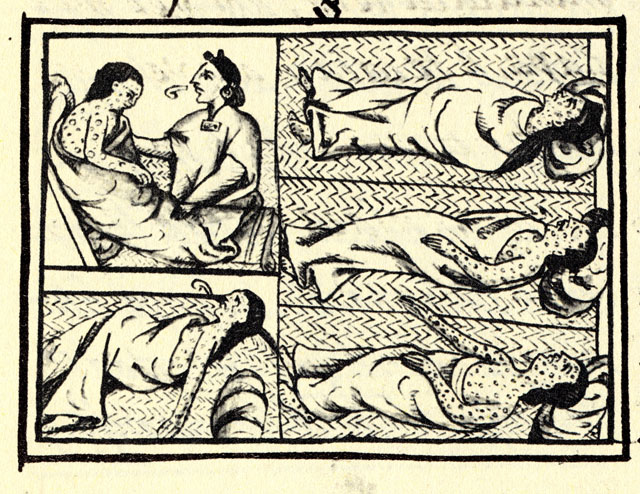
Ilustrace nakažených původních obyvatel Amerik z knihy Florentine Codex z 16. století

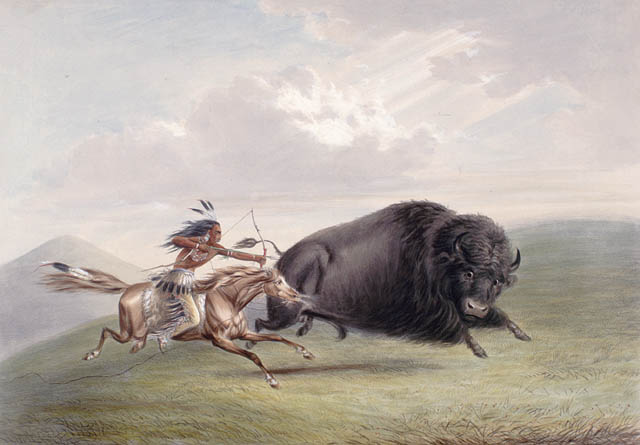
Obraz Lov bizonů v USA od George Catlina, 1844

Evropská kolonizace Amerik ze základu změnila život a kulturu původních obyvatel. Ačkoliv neexistují záznamy o celkovém počtu obyvatel Amerik v předkolumbovské době. Z výzkumů se odhaduje, že celková populace všech původních obyvatel Ameriky se v prvním století od příchodu Evropanů snížila o 80 až 90 %. Většina tohoto poklesu byla zapříčiněna infikováním afro- a euroasijskými chorobami, na které původní obyvatelé Amerik neměli vyvinuté protilátky. Původní Američany tak zdecimovaly epidemie pravých neštovic, spalniček a cholery, které s sebou přivezli první Evropané. Šíření chorob se výrazně zvýšilo při kontaktu s prvními africkými otroky, které začali Evropané vozit do Amerik. Ti, stejně jako původní obyvatelé Amerik, neměli oproti Evropanům, s těmito chorobami zkušenosti a jejich příznaky tak byly mnohem horší a infekčnější. Vedle nemocí ovšem původní obyvatele vraždili také sami Evropani, kteří zmasakrovali nejedno etnikum. Například podle sčítání provedeného v roce 1894 vládou USA, bylo během Indiánských válek v 19. století zavražděno 19 000 Evropanů a 30 000 původních obyvatel Severní Ameriky.
První původní obyvatelé, kteří se na konci 15. století setkali s Evropany (výpravou Kryštofa Kolumba) byli Taínové. Jejich říše na Velkých Antilách čítala kolem 250 000 osob. Do třiceti let od setkání s Kolumbem jejich populace klesla o 70 %. Většina z nich zemřela při epidemiích spalniček a neštovic. Nucená převýchova Taínů během enconmiendy vedla k povstání z let 1511 až 1529, které ovšem Španělé potlačili a povstalce zavraždili. V důsledku represí se u Taínů vyvinulo sebevražedné chování, kdy si ženy způsobovaly potraty a muži se vrhali z útesů nebo požívali jedy. Povstání vedla v roce 1513 k ukotvení zákonů z Burgos, které jako první upravovaly chování Španělů k původnímu obyvatelstvu Amerik a zmírňovaly conquistu.
Pokles populace původních obyvatel pokračoval. Již 150 let od příchodu Evropanů zůstalo naživu pouze 5 % původních obyvatel. Postup decimace národu je dobře patrný na záznamech Incké říše. V roce 1518 zde vypukla epidemii pravých neštovic zavlečených Evropany, která usmrtila třetinu až polovinu populace. V roce 1546 se přidal tyfus. Roku 1556 znovu propukla epidemie neštovic a objevila se i chřipka. V roce 1614 Inky zasáhla epidemie záškrtu a smrtící dílo završily v roce 1618 spalničky.
V roce 1520 usmrtila epidemie neštovic 150 000 obyvatel Tenochtitlánu a pomohla tak Hernánu Cortésovi v roce 1521 dobýt Aztéckou říši. Důvodů, proč původní obyvatelé podlehli evropským chorobám v takovém masovém počtu je několik. Jedním z nich je, že některé nemoci, jako například neštovice, pochází od domestikovaných evropských zvířat (např. kráva), která se v Amerikách nevyskytovala. Evropané si tak skrze tisíciletí vypěstovali odolnost, kterou původní obyvatelé Amerik nemohli mít. Dalším důvodem bylo, že řada z těchto chorob byla zvládnutelná, pokud se jim člověk vystavil již v dětství (například žlutá zimnice). U dospělých pak měly mnohem závažnější a často smrtící projevy.
V Karibiku byli v důsledku kolonizace téměř vyvražděni Aravakové, kterých se roku 1550 dožilo jen kolem 500.
Epidemie evropských chorob usmrtily během prvního století po příchodu Evropanů až 67 % původních obyvatel Severní Ameriky. Během 150 let se epidemie rozšířily po celých dnešních USA. Až v roce 1832 vláda USA pořádala první očkování původních obyvatel proti neštovicím.
Evropané do Amerik dovezli také koně, kteří byli v Americe vyhynulí již několik tisíciletí. Řada původních obyvatel je následně začala používat při lovu apod. (zejména v oblasti Velkých planin a Patagonii.
V roce 1876 byl v Kanadě přijat Zákon o Indiánech, který definuje vztahy mezi kanadskou vládou a vládami 614 prvních národů a dále také formální fungování rezervací těchto národů. Za účelem asimilování původního obyvatelstva mezi kolonizující národy byly na základě Zákona o indiánech zřizovány internátní (rezidenční) školy. Do těchto škol byli původní obyvatelé kanadského území nuceni posílat své děti. Za zhruba 100 let jejich fungování je navštěvovalo okolo 150 000 dětí. Počet dětí, které zde zemřely, není doposud přesně znám. Aktuálně probíhají výzkumy, poslední výsledky uvádějí číslo převyšující 10 000 obětí nalezených v hromadných hrobech v blízkosti internátních škol na území celého amerického kontinentu. Tyto školy byly personálně zaštiťovány představiteli katolické církve. V červenci 2022 se papež František na kanadském území osobně omluvil za to, co představitelé katolické církve způsobili původním obyvatelům.

## Indiánská obydlí

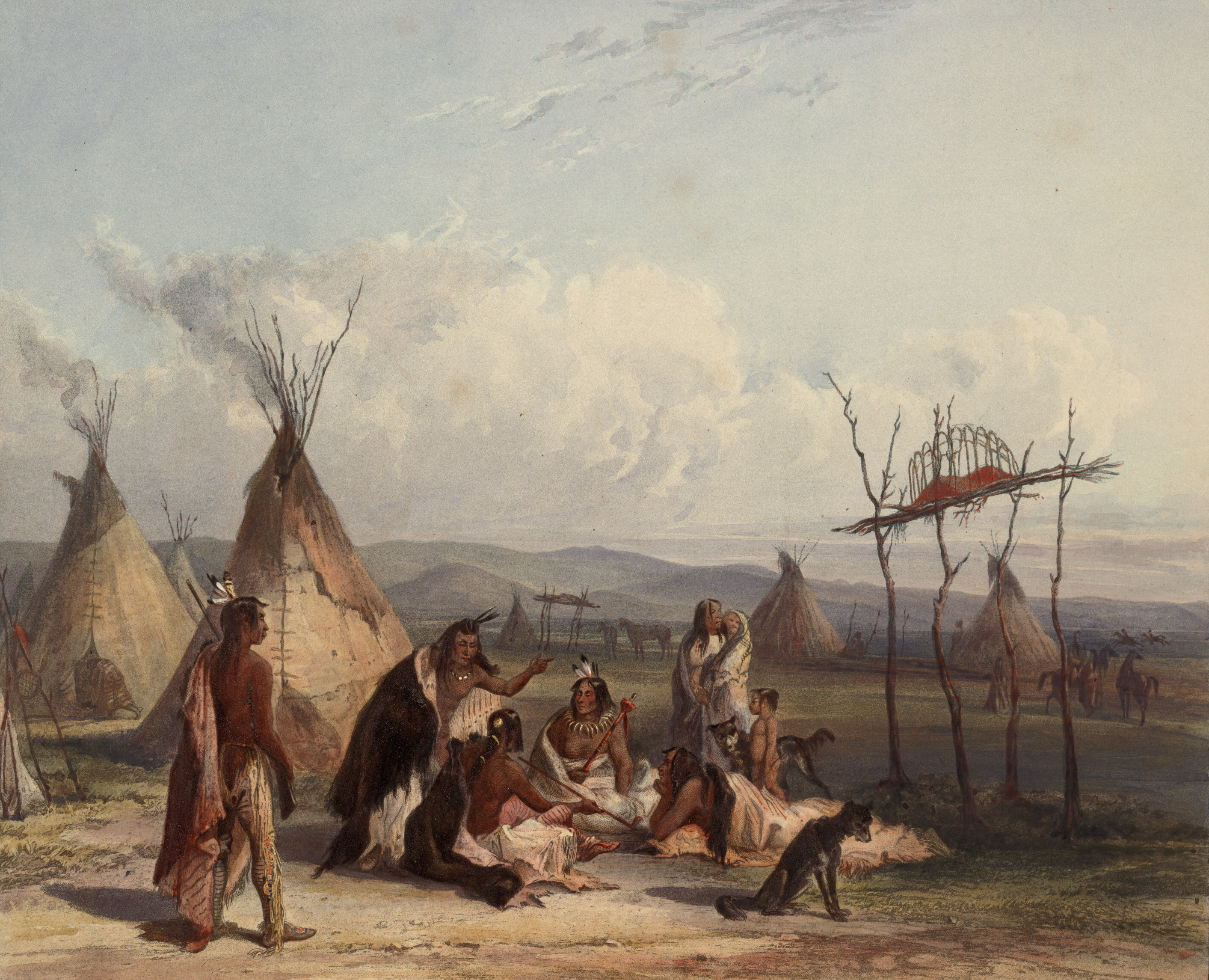
Týpí v táboře kmene Siouxů na Velkých pláních

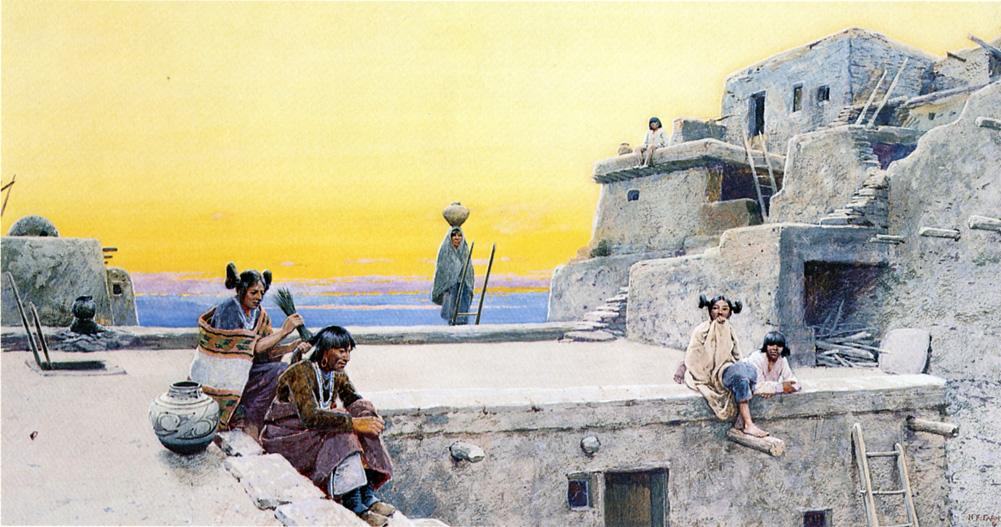
Hopiové v pueblu

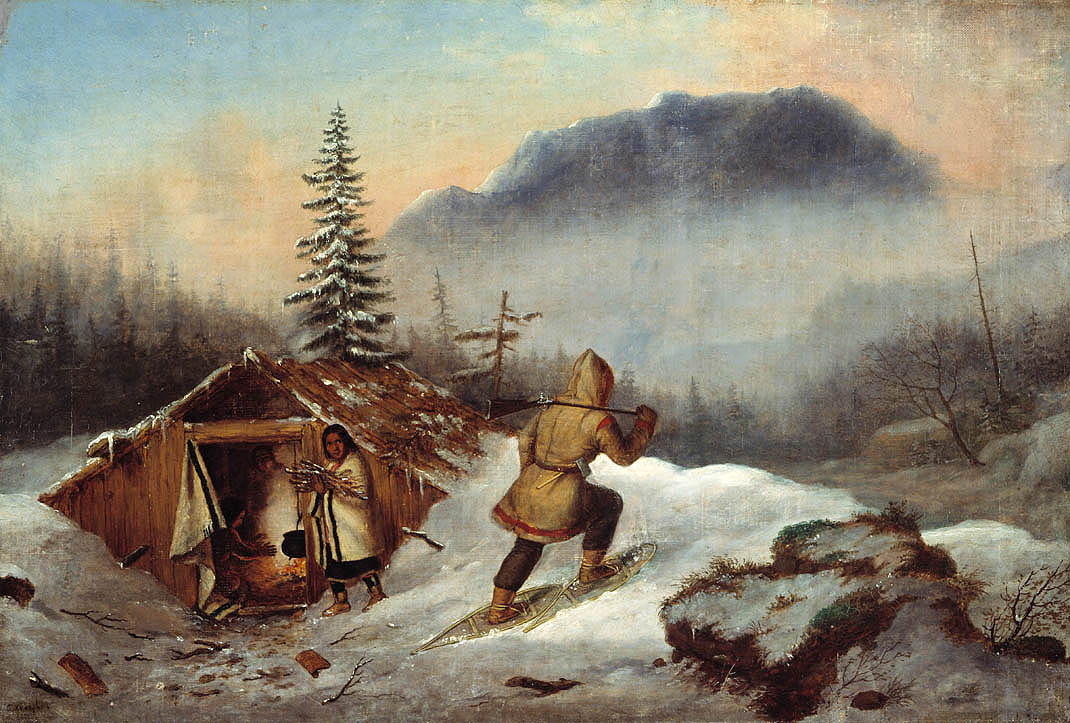
Obydlí kanadských indiánů

- Dlouhý dům – obydlí Irokézů a některých dalších etnik Severovýchodu
- Hogan – obydlí Navahů
- Pueblo – obydlí, podle něhož byla nazvána celá kultura Pueblanů. V pueblech dosud žijí příslušníci různých kmenů usedlých zemědělců: Zuňiové (mluví izolovaným jazykem), Hopiové (juto-aztécká jazyková rodina), Keresové (kereská jazyková rodina), Tevové, Tivové a Tovové (kajova-tanoská jazyková rodina). Keresové, Tevové, Tivové a Tovové jsou dnes nazýváni také podle jména puebla, např. Taos
- Týpí – obydlí kočovných etnik Velkých plání a přilehlých oblastí

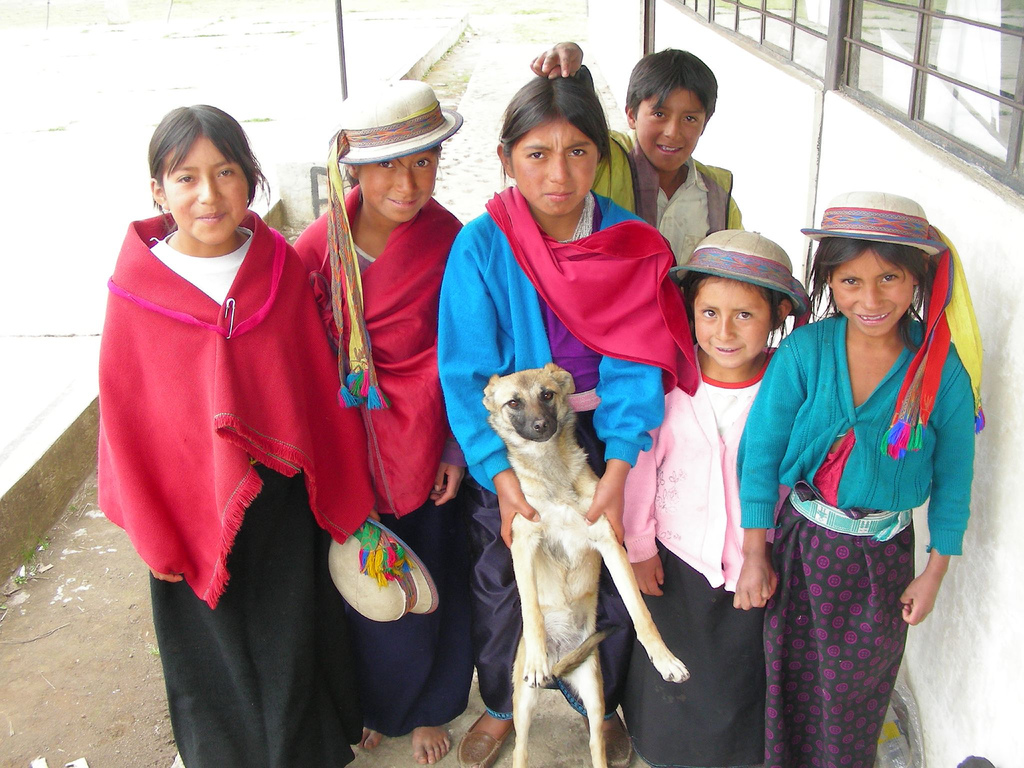
Indiánské děti z Ekvádoru

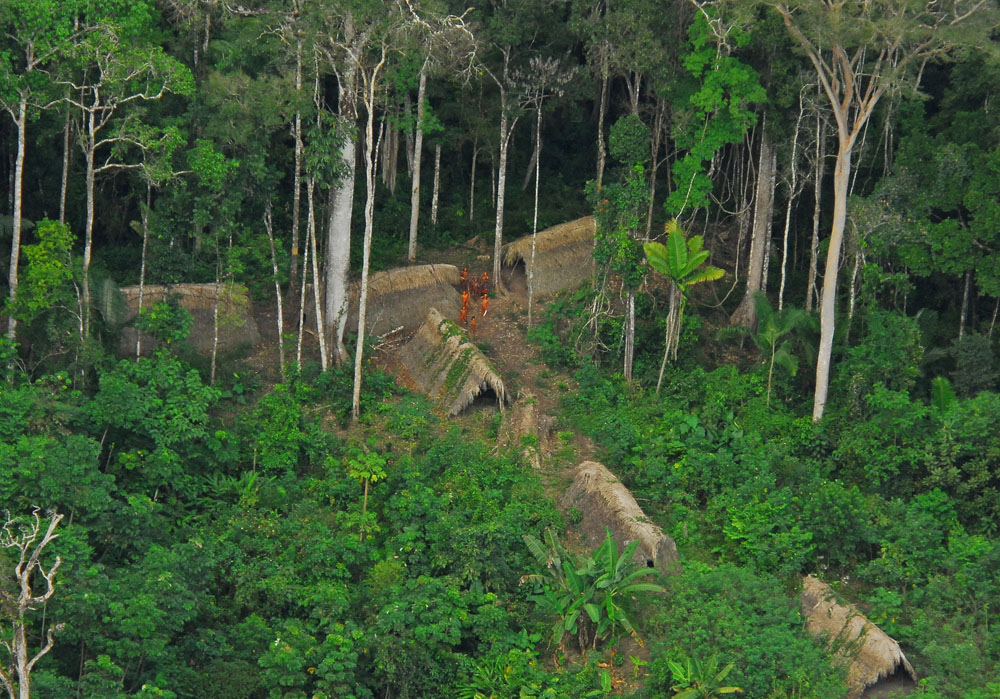
Kmen v Amazonii žijící izolovaně od zbytku světa

- Vigvam
- Vikiap

## Výrazy přijaté z indiánských jazyků
| - Čipmank - Hikory - Hogan - Howgh - Husky - Kačina - Karibu - Kiva - Mokasín - Opossum - Papoose - Pemikan - Potlač - Pow wow - Sačem - Saguaro - Skunk - Squash - Squaw - Tobogan - Tomahavk - Totem - Týpí - Vigvam - Vikiap - Wampum - Wapiti |  | - Atlatl - Avokádo - Axolotl - Čokoláda - Chili - Kakao - Kojot - Kopál - Meskal - Ocelot - Pejotl - Pulque - Kvesal - Sapodila |  |  | - Aguti - Alpaka - Ananas - Ara - Arapaima - Ayahuasca - Batáty - Čája - Činčila - Eseche - Gaučo - Guacharo - Guanako - Guáno - Hamaka - Hoko - Chinin - Jaguár - Kanoe - Kipu - Koka - Kondor - Karančo - Lama - Pampa - Piraňa - Puma - Tukan - Vikuňa |

## Mytologie a fosilie
Rozsáhlým etnologickým výzkumem bylo zjištěno, že indiánské obyvatelstvo znalo a někdy i sbíralo dlouhodobě fosilie (včetně zkamenělin druhohorních dinosaurů) a postupně vytvořilo množství legend a mýtů, zčásti založených právě na objevech zkamenělin na prériích amerického Středozápadu.